# Кометчики (роман)
«Кометчики» (англ. The Cometeers) — фантастический роман американского писателя Джека Уильямсона. Первоначально опубликован по частям в журнале Astounding Science Fiction в 1936 и 1939 годах, в 1950 году опубликован в книжном варианте издательством Fantasy Press под одной обложкой с романом «Один против легиона» в количестве 3162 экземпляров. Позднее роман был опубликован в мягкой обложке издательством Pyramid Books.
Роман «Один против легиона» был также опубликован в Великобритании в 1970 году в мягкой обложке издательством Sphere Books Ltd. Это издание включало в себя отдельную повесть Nowhere Near, четвёртую в хронологии «Космический легион».

## Описание сюжета

### «Кометчики»
Молодой Боб Стар — сын героя Джона Стара — живёт в крепости Пурпурный Холл на Фобосе, чувствуя себя пленником. До него доходят зловещие новости о приближении к Солнечной системе кометы, которая движется так, будто бы ей управляют разумные существа. После того как так называемые кометчики проникают в секретные архивы Зелёного Холла и выносят оттуда информацию, что человек по имени Меррин жив, правящий Землёй Совет Зелёного Холла принимает решение уничтожить комету с помощью супероружия АККА, однако командующий Космическим легионом адмирал Джей Калам добивается его отмены. Зелёный Холл поручает охрану Меррина Бобу Стару.
Тот по описанию матери догадывается что это его старый знакомый по учёбе в Академии Легиона Стивен Орко (в оригинале Oreo) и рассказывает потрясённому Каламу, что выпускник Орко с товарищами подверг его, курсанта-первогодка, чудовищным пыткам с помощью Железного Исповедника, разработанного Пурпурными. Калам рассказывает Бобу, что предприниматель Эдвард Орко нашёл в космосе капсулу жизнеобеспечения с ребёнком внутри и усыновил мальчика. Стивен Орко окончил Академию Легиона, получил назначение на Каллисто и создав вихревую пушку, которую использовали ещё медузиане, поднял там мятеж. Попытка Аладори Антар уничтожить мятежников с помощью АККА провалилась, так как у Стивена Орко было такое же оружие, разработанное им самим. Однако Легион смог построить свою вихревую пушку и вынудил Орко к капитуляции. Орко выторговал себе жизнь, которой его может лишить только Боб Стар. Калам оставляет Стара в крепости на Нептуне, где содержат Орко, а сам улетает с миссией доброй воли к комете.
Боб Стар видит девушку, умоляющую его убить Орко. Внезапно появляются кометчики, похищают узника и истребляют всех тюремщиков. Выжившие легионеры Жиль Хабибула и Хал Самду вместе со Старом находят разбитый корабль Джея Калама, хладнокровно подбитый кометчиками, затем они захватывают корабль «Птица Зимородок», принадлежащий подельнику Орко Марку Лардо и летят на нём к комете. К ним является кометчик, убивает Лардо и разрушает двигатели. Герои долетают до таинственного астероида — базы некоего гениального учёного (но там уже успели побывать кометчики). Там Боб Стар подбирает девушку, которая пользовалась неким видом телепорта. Астероид засасывает в комету. Легионеры находят тайник с ракетным топливом и перелетают на главный планетоид кометы, где попадают в плен к кометчикам. Каламу удаётся понять язык девушки — она одна из потомков экипажа исследовательного звездолёта Андейской республики, захваченного кометчиками. Она знает, что в центре главного планетоида есть оружие, способное уничтожить нематериальные тела кометчиков. Бобу Стару удаётся подбить пленников на мятеж, герои добираются до центра планетоида, где они находят пустой ящик.
Калам рассказывает явившемуся Стивену Орко (превращённому в кометчика) и правителю кометы, что Орко — андроид, искусственный человек, созданный на астероиде учёным-изгнанником Эльдо Арруни. Поняв, какое дьявольское порождение он создал, Арруни поместил Орко в капсулу и отправил её в космос. В это время Хабибула находит таинственное оружие и передаёт его Бобу Стару. Тот вспоминает как Орко не смог сломать его волю с помощью Железного Исповедника и истребляет кометчиков. Он представляет матери девушку как свою невесту.

### «Один против легиона»
Капитан Космического Легиона Чан Деррон получает особо важное секретное задание: построить укреплённую камеру в совершенно секретном месте, где известный учёный доктор Мак Элероид сможет провести последние испытания своего изобретения, не менее важного, чем АККА. Бригада рабочих строит камеру из непробиваемого материала и улетает, Деррон помогает доктору и его ассистенту занести в камеру оборудование и остаётся на страже. Внезапно у Деррона исчезает его бластер, а Элероид выходит на связь, успевая сказать только «Помогите! Этот человек не…». Адмирал Хал Самду, также получивший сообщение, высаживается со своими людьми и арестовывает Деррона, внутри камеры шокированные легионеры обнаруживают заколотых штыком Деррона и его ассистента и пропавшее оборудование. Деррона обвиняют в убийстве, но по ходатайству главы Легиона Джея Калама приговаривают не к смерти, а к заключению на мрачном астероиде Эброн.
Отбыв два года, Деррон угоняет корабль и совершает побег. Спустя ещё два года он по-прежнему находится в бегах. Таинственный преступник Василиск раз за разом подставляет Деррона. Он похищает богачей, в основном завсегдатаев орбитального казино «Новая Луна». Василиск угрожает каждую ночь похищать игрока, сделавшего наибольший выигрыш в казино. Владелец казино Гаспар Ханнас умоляет Калама защитить его бизнес. Калам решает послать на Новую Луну старого легионера Жиля Хабибулу. Получив вызов Василиска, Деррон под видом венерианского учёного Даррела прибывает на Новую Луну. Он встречает девушку Вани Элоян, которая раскрывает его личину, Деррон в свою очередь подозревает, что под её личиной скрывается Леруа, один из андроидов учёного Эльдо Арруни.
Во время игры в Алмазном зале Василиск похищает игрока Абеля Дейвиана, патологического игрока, умудрившегося на этот раз сорвать банк с помощью Хабибулы. На его место Василиск переносит кошмарного монстра, который уносит Вани Элоян. Воспользовавшись портативным космическим двигателем — геопеллером Деррон догоняет и уничтожает монстра, однако Вани разоружает его самого и спрашивает, что он сделал с изобретением Элероида. В это момент Василиск переносит Деррона в хранилище Новой Луны, которое он уже успел обчистить, но Деррон убегает и оттуда. Добравшись до корабля, он обнаруживает там Хабибулу и Элоян. Вани заявляет, что она дочь погибшего учёного — Стелла Элероид. Отвергнутый ею Арруни создал её двойника — Леруа, но Стелле удалось уничтожить андроида. Деррон в свою очередь доказывает свою невиновность, поскольку тело ассистента Элероида уже успело окоченеть. Убийца, воспользовавшись сильной близорукостью и рассеяностью Элероида, выдал себя за ассистента, разобрался как работает его изобретение геофрактор (устройство по мгновенному перемещению любых объектов), убил учёного и подставил Чана.
Учёные исследуют погибшего монстра и приходят к выводу, что это робот, построенный на планете Кльнар-XVI созвездия Дракона. Тем временем, Василиск похищает сотню ведущих людей Системы и переносит их на уходящую под воду скалу посреди океана на своей планете, угрожая оставить в живых только одного из сотни. Чан догадывается, где находится база Василиска, они отправляются туда и захватывают управление геофрактором Василиска. Чан просит Стеллу перенести его на скалу. Он разоблачает Василиска, которым оказывается Дейвиан и разбивает его калькулятор (пульт управления геофрактором). Стелла уносит жертв Василиска и Чана со скалы, оставляя Василиска на верную гибель.

## Критика
Американские редакторы научной фантастики Энтони Бучер и J. Francis McComas похвалили романы, как «удалое романтическое приключенческое произведение», «заставляющее бледнеть более поздних подражателей». Американский писатель и критик P. Schuyler Miller отметил в романах эффективные «гладко написанные сюжеты о космических приключениях», персонаж Жиля Хабибулы, постепенно захватывающего шоу. Американский редактор Everett F. Bleiler заметил, что «Кометчики» «гораздо более продуманы», «намного больше провоцируют на раздумия», чем «Космический легион», особенно учитывая психологические проблемы Боба Стара.